# Aloma Wright
Aloma Wright, född 10 mars 1950, är en amerikansk skådespelare, mest känd för sin roll i Scrubs där hon spelade Laverne Roberts.

## Filmografi (i urval)
- 2001–2006 – Scrubs (TV-serie)
- 2015–2019 – Suits (TV-serie) som Gretchen Bodinski